# シャンティイ大賞
シャンティイ大賞（Grand Prix de Chantilly）は、フランスのシャンティイ競馬場で行われる競馬の競走である。

## 概要
この競走は1973年にエヴリー競馬場が開設されたときに設立された。1996年に同競馬場が閉鎖されるまで毎年行われ、1997年以降はシャンティイ競馬場で行われるようになった。
この競走の優勝馬はサンクルー大賞に参戦することがあり、直近で両競走を優勝したのは2018年のヴァルトガイストである。
現在はジョッケクルブ賞と同日に施行されている。

## 歴代優勝馬（2000年以降）
- 2025	Arrow Eagle
- 2024	Junko
- 2023	Simca Mille
- 2022	Mare Australis
- 2021	In Swoop
- 2020	Way to Paris
- 2019	Aspetar
- 2018	Waldgeist
- 2017	Silverwave
- 2016	One Foot in Heaven
- 2015	Manatee
- 2014	Spiritjim
- 2013	Now We Can
- 2012	Aiken
- 2011	Silver Pond
- 2010	Allied Powers
- 2009	Scintillo
- 2008	Doctor Dino
- 2007	Saddex
- 2006	Policy Maker
- 2005	Geordieland
- 2004	Policy Maker
- 2003	Ange Gabriel
- 2002	Anabaa Blue
- 2001	Egyptband
- 2000	Daring Miss